# Akonangui Fútbol Club
L'Akonangui Fútbol Club és un club de futbol de la ciutat d'Akonangui, Guinea Equatorial. Juga a l'estadi La Libertad de Bata.
El color del club és el vermell. Va ser dissolt el 2010, però retornà a segona divisió el 2012.

## Palmarès
- Lliga equatoguineana de futbol:[3]
  - 1992, 1999, 2001, 2008, 2013
- Copa equatoguineana de futbol:[4]
  - 1979, 1996, 2002, 2007, 2019